# Santa Margherita d'Adige
Santa Margherita d'Adige este o comună din provincia Padova, regiunea Veneto, Italia, cu o populație de 2.262 locuitori (1 ianuarie 2018) și o suprafață de 12,73 km².

## Demografie
Santa Margherita d'Adige - evoluția demografică

|  | Graficele sunt indisponibile din cauza unor probleme tehnice. Mai multe informații se găsesc la Phabricator și la wiki-ul MediaWiki. |

Date: Recensăminte sau birourile de statistică - grafică realizată de Wikipedia